# Olsynium stoloniferum
Olsynium stoloniferum är en irisväxtart som beskrevs av Pierfelice Ravenna. Olsynium stoloniferum ingår i släktet Olsynium och familjen irisväxter. Inga underarter finns listade i Catalogue of Life.